# Kasun Eljabal
Kasun Eljabal (tiếng Ả Rập: كاسون الجبل) là một ngôi làng Syria nằm ở Hama Nahiyah ở huyện Hama, Hama. Theo Cục Thống kê Trung ương Syria (CBS), Kasun Eljabal có dân số 586 người trong cuộc điều tra dân số năm 2004.